# 布莱莱特鲁
布莱莱特鲁（法語：Boullay-les-Troux，法語發音：[bulɛ le tʁu] ⓘ）是法国法兰西岛大区埃松省的一个市镇，属于帕莱索区。

## 地理
布莱莱特鲁（48°40'43"N, 2°2'54"E）面积4.8 平方千米，位于法国法蘭西島大區埃松省，该省份为法国北部内陆省份，北起上塞纳省和马恩河谷省，西接厄尔-卢瓦省和伊夫林省，南至卢瓦雷省，东临塞纳-马恩省。
与布莱莱特鲁接壤的市镇（或旧市镇、城区）包括：圣雷米莱舍夫勒斯、佩克斯、舍夫勒斯、舒瓦塞勒、莱莫利耶尔。

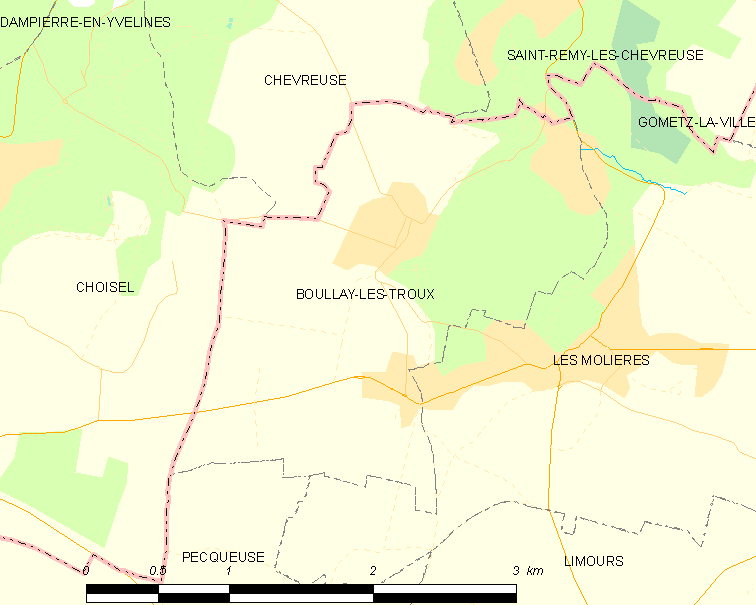
布莱莱特鲁的OSM定位图

布莱莱特鲁的时区为UTC+01:00、UTC+02:00（夏令时）。

## 行政
布莱莱特鲁的邮政编码为91470，INSEE市镇编码为91093。

## 政治
布莱莱特鲁所属的省级选区为伊韦特河畔日夫县。

## 人口

1962-2008年间布莱莱特鲁人口变化图示

布莱莱特鲁于2022年1月1日时的人口数量为632人。